# LEN Euro Cup 2012-2013
La LEN Euro Cup 2012-2013 è stata la 21ª edizione del secondo torneo europeo di pallanuoto per squadre di club. Le gare sono iniziate il 18 ottobre 2012 e si sono concluse con la finale di ritorno il 6 aprile 2013.
Le squadre partecipanti sono state in totale 20, 4 delle quali provengono dal primo turno di Champions League; le nazioni rappresentate sono state 13. A causa del basso numero di club iscritti è stato disputato un solo turno di qualificazione, dopo il quale si ha avuto accesso alla fase a eliminazione diretta.
Il torneo è stato conquistato per la prima volta dai serbi del Radnički Kragujevac, al loro esordio internazionale, che hanno superato in finale la Rari Nantes Florentia.

## Turno di qualificazione
Il sorteggio del primo turno si è svolto il 19 settembre 2012; i gironi sono stati disputati in sede unica dal 18 al 21 ottobre e le prime due classificate di ciascun raggruppamento si sono qualificate per i quarti di finale.

### Gironi
| Gruppo A         |
| sede: Savona     |
| Arkonia Stettino |
| Cheltenham SWC   |
| Dinamo Mosca     |
| FNC Douai        |
| RN Savona        |

| Gruppo B         |
| sede: Debrecen   |
| AZ&PC Amersfoort |
| CN Mataró        |
| Debrecen VSE     |
| Enka Istanbul    |
| Järfälla SS      |

| Gruppo C                |
| sede: Nizza             |
| Bristol Central SWC     |
| Dinamo-Spartak Astrahan |
| Olympic Nice            |
| SSK Slagelse            |
| Szolnok VS              |

| Gruppo D               |
| sede: Kragujevac       |
| CN Sabadell            |
| OSC Potsdam            |
| Rari Nantes Florentia  |
| VK Radnički Kragujevac |
| Yüzme Istanbul         |

### Gruppo A
|    | Turno di qualificazione 2012-2013 | Pti | G | V | N | P | GF | GS | DR  |
| -- | --------------------------------- | --- | - | - | - | - | -- | -- | --- |
| 1. | RN Savona                         | 9   | 3 | 3 | 0 | 0 | 49 | 21 | +28 |
| 2. | Dinamo Mosca                      | 6   | 3 | 2 | 0 | 1 | 47 | 30 | +17 |
| 3. | FNC Douai                         | 3   | 3 | 1 | 0 | 2 | 30 | 33 | -3  |
| 4. | Arkonia Stettino                  | 0   | 3 | 0 | 0 | 3 | 10 | 52 | -42 |

| 19-10-12 | Arkonia | 3-21 | Dinamo |
| 19-10-12 | Savona  | 16-5 | Douai  |

| 20-10-12 | Douai  | 15-6  | Arkonia |
| 20-10-12 | Savona | 17-15 | Dinamo  |

| 21-10-12 | Douai  | 10-11 | Dinamo  |
| 21-10-12 | Savona | 16-1  | Arkonia |

### Gruppo B
|    | Turno di qualificazione 2012-2013 | Pti | G | V | N | P | GF | GS | DR  |
| -- | --------------------------------- | --- | - | - | - | - | -- | -- | --- |
| 1. | Debrecen VSE                      | 9   | 3 | 3 | 0 | 0 | 45 | 14 | +31 |
| 2. | CN Mataró                         | 6   | 3 | 2 | 0 | 1 | 31 | 28 | +4  |
| 3. | Enka Istanbul                     | 3   | 3 | 1 | 0 | 2 | 27 | 43 | -16 |
| 4. | AZ&PC Amersfoort                  | 0   | 3 | 0 | 0 | 3 | 27 | 46 | -19 |
|    | Fuori classifica                  |     |   |   |   |   |    |    |     |
| -  | DEAC - Università di Debrecen     | -   | 4 | 1 | 0 | 3 | 37 | 51 | -14 |

| 18-10-12 | Enka   | 16-5 | DAEC       |
| 18-10-12 | Mataró | 14-9 | Amersfoort |

| 20-10-12 | Amersfoort | 14-16 | Enka   |
| 20-10-12 | Debrecen   | 11-7  | Mataró |

| 19-10-12 | DEAC     | 13-6 | Mataró     |
| 19-10-12 | Debrecen | 15-4 | Amersfoort |

| 21-10-12 | Amersfoort | 16-12 | DEAC |
| 21-10-12 | Debrecen   | 19-3  | Enka |

| 20-10-12 | Debrecen | 13-7 | DEAC |
| 20-10-12 | Mataró   | 10-8 | Enka |

### Gruppo C
|    | Turno di qualificazione 2012-2013 | Pti | G | V | N | P | GF | GS | DR  |
| -- | --------------------------------- | --- | - | - | - | - | -- | -- | --- |
| 1. | Szolnok VS                        | 12  | 4 | 4 | 0 | 0 | 69 | 19 | +50 |
| 2. | Olympic Nice                      | 9   | 4 | 3 | 0 | 1 | 56 | 30 | +26 |
| 3. | Dinamo-Spartak Astrahan           | 6   | 4 | 2 | 0 | 2 | 43 | 45 | -2  |
| 4. | SSK Slagelse                      | 3   | 4 | 1 | 0 | 3 | 31 | 61 | -30 |
| 5. | Bristol Central SWC               | 0   | 4 | 0 | 0 | 4 | 22 | 66 | -44 |

| 18-10-12 | Olympic  | 15-7 | Slagelse |
| 18-10-12 | Astrahan | 6-18 | Szolnok  |

| 20-10-12 | Szolnok | 18-3 | Bristol  |
| 20-10-12 | Olympic | 15-9 | Astrahan |

| 19-10-12 | Astrahan | 13-7 | Slagelse |
| 19-10-12 | Olympic  | 19-4 | Bristol  |

| 21-10-12 | Bristol | 10-14 | Slagelse |
| 21-10-12 | Olympic | 7-10  | Szolnok  |

| 20-10-12 | Szolnok  | 23-3 | Slagelse |
| 20-10-12 | Astrahan | 15-5 | Bristol  |

### Gruppo D
|    | Turno di qualificazione 2012-2013 | Pti | G | V | N | P | GF | GS | DR  |
| -- | --------------------------------- | --- | - | - | - | - | -- | -- | --- |
| 1. | VK Radnički Kragujevac            | 12  | 4 | 4 | 0 | 0 | 52 | 15 | +37 |
| 2. | Rari Nantes Florentia             | 9   | 4 | 3 | 0 | 1 | 44 | 24 | +20 |
| 3. | CN Sabadell                       | 6   | 4 | 2 | 0 | 2 | 49 | 39 | +10 |
| 4. | Yüzme Istanbul                    | 3   | 4 | 1 | 0 | 3 | 24 | 58 | -34 |
| 5. | OSC Potsdam                       | 0   | 4 | 0 | 0 | 4 | 18 | 58 | -40 |

| 18-10-12 | Radnički | 17-3 | Potsdam   |
| 18-10-12 | Yüzme    | 5-16 | Florentia |

| 20-10-12 | Radnički | 8-4  | Florentia |
| 20-10-12 | Sabadell | 11-6 | Yüzme     |

| 19-10-12 | Sabadell | 5-9  | Radnički  |
| 19-10-12 | Potsdam  | 4-15 | Florentia |

| 21-10-12 | Potsdam  | 5-16 | Sabadell |
| 21-10-12 | Radnički | 18-3 | Yüzme    |

| 20-10-12 | Potsdam   | 6-10 | Yüzme    |
| 20-10-12 | Florentia | 9-7  | Sabadell |

## Quarti di finale
Il sorteggio degli accoppiamenti si è svolto il 22 ottobre 2012. In grassetto le squadre qualificate alle semifinali.
| Andata   | Andata | Andata                  | Andata |
| Data     | Ora    | Gara                    | Ris.   |
| -------- | ------ | ----------------------- | ------ |
| 14-11-12 | 18:15  | Debrecen - Dinamo Mosca | 13-9   |
| 14-11-12 | 21:00  | Florentia - Szolnok     | 8-6    |
| 14-11-12 | 16:00  | Mataró - Radnički       | 9-17   |
| 14-11-12 | 20:00  | Savona - Olympic Nice   | 15-8   |

| Ritorno  | Ritorno | Ritorno                 | Ritorno  | Ritorno |
| Data     | Ora     | Gara                    | Ris.     | Tot.    |
| -------- | ------- | ----------------------- | -------- | ------- |
| 24-11-12 | 19:45   | Dinamo Mosca - Debrecen | 5-8      | 14-21   |
| 24-11-12 | 19:00   | Szolnok - Florentia     | 10-9 dts | 16-17   |
| 24-11-12 | 20:30   | Radnički - Mataró       | 14-5     | 31-14   |
| 24-11-12 | 20:00   | Olympic Nice - Savona   | 9-12     | 17-27   |

## Semifinali
In grassetto le squadre qualificate alla finale.
| Andata   | Andata | Andata              | Andata |
| Data     | Ora    | Gara                | Ris.   |
| -------- | ------ | ------------------- | ------ |
| 23-01-13 | 17:00  | Radnički - Debrecen | 9-6    |
| 23-01-13 | 20:00  | Savona - Florentia  | 6-8    |

| Ritorno | Ritorno | Ritorno             | Ritorno | Ritorno |
| Data    | Ora     | Gara                | Ris.    | Tot.    |
| ------- | ------- | ------------------- | ------- | ------- |
| 6-2-13  | 18:30   | Debrecen - Radnički | 10-12   | 16-21   |
| 6-2-13  | 20:00   | Florentia - Savona  | 11-11   | 19-17   |

## Finale
| Arbitri: | Buch Bender |

|                                   |           |                               |
| F. Di Fulvio Pagani, A. Di Fulvio | Marcatori | Fililpović Popović, Gak Burić |

| Arbitri: | Vasileiou Voevodin |

|                                                     |           |                                    |
| Zloković, F. Fililpović Gak, Udovičić, Đ. Filipović | Marcatori | F. Di Fulvio, Bini Molina, Español |